# Oberwappenöst
Oberwappenöst ist ein Gemeindeteil der Gemeinde Kulmain sowie eine Gemarkung im östlichen Teil der Gemeinde im oberpfälzischen Landkreis Tirschenreuth.

## Geografie
Das Dorf Oberwappenöst liegt im Südwesten des Fichtelgebirges, drei Kilometer nordöstlich von Kulmain. Der südliche Teil des Ortes wird von der Bahnstrecke Nürnberg–Cheb in einem Tunnel unterquert.

## Geschichte
Die Bayerische Uraufnahme zeigt Oberwappenöst in den 1810er Jahren als ein Haufendorf, das aus einem knappen Dutzend Herdstellen bestand. Mit dem bayerischen Gemeindeedikt von 1818 wurde die Ruralgemeinde Oberwappenöst gebildet, zu der die Dörfer Wernersreuth, Witzlasreuth und Wunschenberg, der Weiler Erdenweis und die Einöde Armesberg gehörten.
Am 30. April 1978 wurde die Gemeinde im Zuge der Gebietsreform in Bayern aufgelöst: Sie wurde nahezu vollständig in die Gemeinde Kulmain eingegliedert. Die einzige Ausnahme bildete Wernersreuth, das zur Gemeinde Neusorg umgemeindet wurde.
| Jahr          | 001900 | 001925 | 001950 | 001961 | 001970 | 001987 |
| Einwohnerzahl | 89     | 91     | 127    | 99     | 116    | 138    |

## Baudenkmäler
- Liste der Baudenkmäler in Oberwappenöst